# Obere Papiermühle (Georgensgmünd)
Obere Papiermühle ist eine Wüstung auf dem Gemeindegebiet von Georgensgmünd im Landkreis Roth (Mittelfranken, Bayern).

## Geografische Lage
Die ehemalige Einöde lag an der Schwäbischen Rezat, die damals auch als „die Lerch“ bezeichnet wurde. Im Osten grenzte das Flurgebiet „Die untere Lerch“ an, im Nordwesten jenseits der Rezat lag das Flurgebiet „Im Schwendl“. Heute befindet sich an seiner Stelle die Ortsstraße „An der Papiermühle“.

## Geschichte
Die Obere Papiermühle wurde 1709 erstmals urkundlich erwähnt. Auch in den Oberamtsbeschreibungen des Jahres 1732 von Johann Georg Vetter wurde die Mühle aufgelistet.
Gegen Ende des 18. Jahrhunderts gehörte die Obere Papiermühle zur Realgemeinde Georgensgmünd. Es gab ein Anwesen. Das Hochgericht übte das brandenburg-ansbachische Oberamt Roth aus. Die Papiermühle, die zugleich ein Halbhof war, hatte das Kastenamt Roth als Grundherrn. Unter der preußischen Verwaltung (1792–1806) des Fürstentums Ansbach erhielt die Obere Papiermühle die Hausnummer 86 des Ortes Georgensgmünd.
Von 1797 bis 1808 unterstand der Ort dem Justiz- und Kammeramt Roth. Im Rahmen des Gemeindeedikts wurde Obere Papiermühle dem 1808 gebildeten Steuerdistrikt Georgensgmünd und der 1811 gegründeten Ruralgemeinde Georgensgmünd zugeordnet.
Im Jahre 1796 brannte die Mühle ab. Sie wurde erst 1826 wieder aufgebaut. 1872 wurde die Papiererzeugung eingestellt, ab 1875 begann die Bronzefabrikation, die mittlerweile auch eingestellt ist. Nach 1964 wurde der Ort in den amtlichen Verzeichnissen nicht mehr aufgelistet. Das ursprüngliche Gebäude wurde abgerissen.

## Einwohnerentwicklung
| Jahr      | 001818 | 001840 | 001861 | 001871 | 001885 | 001900 | 001925 | 001950 | 001961 |
| Einwohner | 8      | 9      | 12     | 11     | 4      | 10     | 40     | *      | *      |
| Häuser    | 2      | 2      |        |        | 1      | 1      | 3      | *      | *      |
| Quelle    | [ 9 ]  | [ 10 ] | [ 11 ] | [ 12 ] | [ 13 ] | [ 14 ] | [ 15 ] | [ 16 ] | [ 17 ] |

## Religion
Obere Papiermühle war evangelisch-lutherisch geprägt und nach St. Georg (Georgensgmünd) gepfarrt. Die Einwohner römisch-katholischer Konfession waren nach St. Wunibald (Georgensgmünd) gepfarrt.

## Weblink
- Papiermühle in der Ortsdatenbank von bavarikon, abgerufen am 19. August 2021.